# ليه فيرهويفن
ليه فيرهويفن (بالألمانية: Lis Verhoeven)‏ هي ممثلة ألمانية، ولدت في 11 مارس 1931 في ألمانيا.

## وصلات خارجية
- ليه فيرهويفن على موقع IMDb (الإنجليزية)
- ليه فيرهويفن على موقع ألو سيني (الفرنسية)
- ليه فيرهويفن على موقع قاعدة بيانات الفيلم (الإنجليزية)
- ليه فيرهويفن على موقع كينوبويسك (الروسية)